# 6952 Niccolò
6952 Niccolò è un asteroide della fascia principale. Scoperto nel 1986, presenta un'orbita caratterizzata da un semiasse maggiore pari a 2,8996529 UA e da un'eccentricità di 0,2678588, inclinata di 7,50845° rispetto all'eclittica.
Il suo nome è dedicato a Niccolò Fulchignoni, secondo figlio di Marcello Fulchignoni e Maria Antonella Barucci, astronomi italiani all'Osservatorio di Parigi.